# Kannanayakanakatte, Kudligi
Kannanayakanakatte là một làng thuộc tehsil Kudligi, huyện Bellary, bang Karnataka, Ấn Độ.